# André Salmon

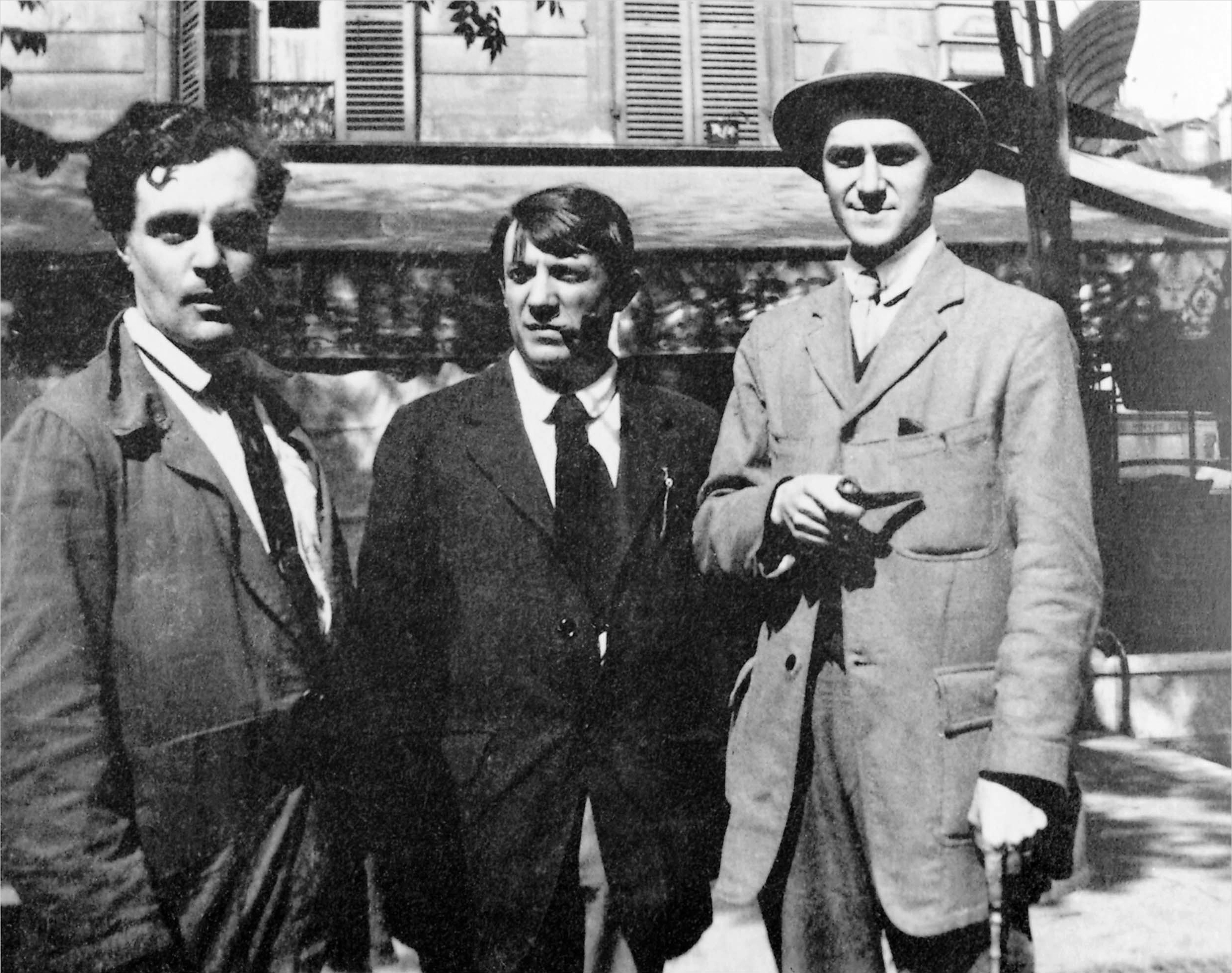
V.l.n.r. Amedeo Modigliani, Pablo Picasso en André Salmon, 1916, voor Café de La Rotonde

André Salmon (Parijs, 4 oktober 1881 – Sanary-sur-Mer, 12 maart 1969) was een Frans schrijver, dichter en kunstcriticus. Hij was een bekende figuur in het Franse artistieke leven rond 1920 en stond bekend als een belangrijk pleitbezorger van het kubisme.

## Leven en werk

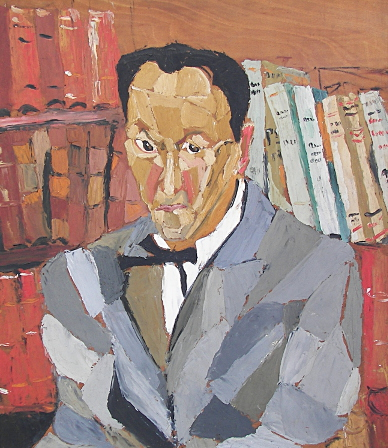
Portret door Josette Bournet

Salmon werd geboren in een kunstzinnig familie. Zijn grootvader was kunstschilder en graveur, zijn vader beeldhouwer. Samen met zijn ouders leefde hij van 1897 tot 1902 in Sint-Petersburg, waar hij stage liep op de Franse ambassade. Na zijn terugkeer naar Frankrijk trad hij in militaire dienst, maar moest dat wegens gezondheidsproblemen al snel weer opgeven. Vervolgens legde hij zich toe op de journalistiek en later ook het schrijverschap.
In de eerste decennia van de twintigste eeuw groeide Salmon uit tot een toonaangevende figuur in het Parijse artistieke leven. Hij raakte bevriend met Guillaume Apollinaire, met wie hij in 1904 een genootschap voor jonge kunstenaars oprichtte. In datzelfde jaar huurde hij een ruimte in het bekende atelierhuis Le Bateau-Lavoir, waar ook Picasso, Max Jacob, Kees van Dongen, Apollinaire en andere kunstenaars woonden. Ook Amedeo Modigliani en Jean Cocteau behoorden tot zijn vriendenkring. In de jaren tussen 1910 en 1930 behoorde hij tot de belangrijkste Franse literaire dagbladschrijvers en kunstcritici. Hij verwierf in het bijzonder naam als pleitbezorger van het kubisme.
Salmons modernistische poëzie werd sterk beïnvloed door Jean Moréas en later Blaise Cendrars. Zijn vaak prozaïsche gedichten werden wel betiteld als "toegepast cinematografisch kubisme". Zijn romans daarentegen zijn traditioneler, in de stijl van het naturalisme, soms zelfs sentimenteel, met burleske elementen. Ze spelen doorgaans in de Parijse artistieke wereld, vaak in Montmartre. Tegenwoordig worden met name zijn studies over schilders als Marc Chagall, Maurice Utrillo, André Derain en Paul Cézanne geroemd. Zijn memoires, waarin veel anekdotes over Picasso staan opgenomen, worden regelmatig aangehaald in kunsthistorische werken.
Salmon kreeg in 1964 de Prix de l'Académie Française voor poëzie. Hij overleed in 1969, op zevenentachtigjarige leeftijd.

### Poëzie
- Poèmes, Vers et prose, 1905
- Féeries, Vers et prose, 1907
- Le Calumet, Falque, 1910
- Prikaz, Paris, Éditions de La Sirène, 1919
- C'est une belle fille! Chronique du vingtième siècle, 1920
- Le Livre et la Bouteille, 1920
- L'Âge de l'Humanité, 1921
- Ventes d'Amour, 1922
- Peindre, 1921
- Créances 1905-1910 (Les Clés ardentes. Féeries. Le Calumet),1926
- Métamorphoses de la harpe et de la harpiste, 1926
- Vénus dans la balance, 1926
- Tout l'or du monde, 1927
- Carreaux 1918-1921 (Prikaz. Peindre. L'Âge de l'Humanité. Le Livre et la Bouteille), 1928
- Saints de glace, 1930
- Troubles en Chine, 1935
- Saint André, 1936
- Odeur de poésie, 1944
- Les Étoiles dans l'encrier, 1952
- Vocalises, 1957
- Créances, 1905-1910, gevolgd door Carreaux 1918-1921
- Carreaux et autres poèmes, 1986

### Romans en verhalen
- Tendres canailles, 1921
- Monstres choisis, 1918
- Mœurs de la Famille Poivre, 1919
- Le Manuscrit trouvé dans un chapeau, 1919
- La Négresse du Sacré-Cœur, 1920
- Bob et Bobette en ménage, 1920
- C'est une belle fille, 1920
- L'Entrepreneur d'illuminations, 1921
- L'Amant des Amazones, 1921
- Archives du Club des Onze, 1924
- Une orgie à Saint-Pétersbourg, 1925
- Comme un homme
- Noces exemplaires de Mie Saucée
- Le Monocle à deux coups, 1968

### Kritieken, essays en memoires
- La Jeune Peinture française, 1912
- Histoires de Boches, 1917
- La Jeune Sculpture française, 1919
- L'Art vivant, 1920
- Propos d'atelier, 1922
- La Révélation de Georges Seurat, 1921
- Cézanne, 1923
- André Derain, 1924
- Modigliani, 1926
- Kisling, 1927
- Henri Rousseau, dit le Douanier, 1927
- Émile Othon Friesz, 1927
- Chagall, 1928
- L'Art russe moderne, 1928
- Léopold-Lévy
- Ortiz de Zarate
- Picasso
- L'érotisme dans l'art contemporain, 1931
- Le Drapeau noir, 1927
- Léopold Gottlieb, 1927
- Voyages au pays des voyantes
- Le Vagabond de Montparnasse: vie et mort du peintre A. Modigliani, 1939
- L'Air de la Butte. Souvenirs sans fin 1945
- Paris tel qu'on l'aime 1949
- Souvenirs sans fin, 3 volumes, 1955, 1956, 1961
- Le Fauvisme, 1956
- La Vie passionnée de Modigliani, 1957
- La Terreur noire, 1959.
- Claude Venard, 1962
- Henri Rousseau, 1962
- Baboulène, 1964
- Modigliani le roman de Montparnasse, 1968
- À propos de Marc Chagall, 2003

### Theater
- Natchalo (met René Saunier)
- Deux hommes, une femme (met R. Saunier)
- Sang d'Espagne (met R. Saunier)